# Ranger Automobile Company
Ranger Automobile Company, vorher Ranger Motor Works, war ein US-amerikanischer Hersteller von Automobilen.

## Unternehmensgeschichte
Ranger Motor Works wurde 1907 in Chicago in Illinois gegründet. Die Produktion von Automobilen begann, die als Ranger vermarktet wurden.
Im Sommer 1909 führte Oscar F. Schmidt eine Reorganisation durch. Die neue Firmierung lautete Ranger Automobile Company. Im Sommer 1910 wurde der Umzug in eine größere Fabrik angekündigt, wobei unklar bleibt, ob er tatsächlich durchgeführt wurde. Im November 1910 begann die Insolvenz.
Es gab keine Verbindung zur Southern Motor Manufacturing Association, die ein paar Jahre später den gleichen Markennamen benutzte.

## Fahrzeuge
Das erste Modell war ein Highwheeler. Die vorderen Räder waren 40 Zoll hoch und die hinteren 44 Zoll. Ein luftgekühlter Zweizylindermotor war unter dem Sitz montiert und trieb über zwei Ketten die Hinterachse an. 104,775 mm Bohrung und 101,66 mm Hub ergaben 1752 cm³ Hubraum und 12 PS Leistung. Das Fahrgestell hatte 201 cm Radstand. Der Aufbau wird als Buggy-Type Runabout beschrieben. Der Neupreis betrug 395 US-Dollar.
Darauf folgte 1909 ein niedrigeres Fahrzeug mit Luftreifen der Größe 28 Zoll. Eine geringfügig reduzierte Bohrung von 103,1875 mm ergab einen neuen Hubraum von 1699 cm³. Die Motorleistung blieb gleich. Bekannt sind Model C und Model D. Der Radstand betrug nun 178 cm bzw. 188 cm. Der Aufbau blieb ein zweisitziger Runabout. Das Leergewicht war mit etwa 476 kg angegeben. Der Neupreis änderte sich nicht.

## Modellübersicht
| Jahr      | Modell      | Zylinder | Leistung (PS) | Radstand (cm) | Aufbau            |
| --------- | ----------- | -------- | ------------- | ------------- | ----------------- |
| 1907–1909 | Highwheeler | 2        | 12            | 201           | Runabout 2-sitzig |
| 1910      | Model C     | 2        | 12            | 178           | Runabout 2-sitzig |
| 1910      | Model D     | 2        | 12            | 188           | Runabout 2-sitzig |